# Бетти Марс
Бе́тти Марс (фр. Betty Mars), настоящее имя — Иве́тт Ба́у (фр. Yvette Baheux; 30 июля 1944, Париж, Франция — 20 февраля 1989, Сюрен, Франция) — французская певица и актриса.

## Биография
Иветт Бау родилась 30 июля 1944 года в Париже (Франция). У неё было девять старших братьев и сестёр.
В 1960 году она начала свою музыкальную карьеру под псевдонимом Бетти Марс. В 1972 году она заняла 11-е место среди 18 участников на Конкурсе песни Евровидение, набрав 81 очко. Также она снималась в кино.
31 января 1989 года Бетти, страдавшая депрессией из-за финансовых проблем, совершила попытку самоубийства, выбросившись из окна своей квартиры в Дефансе (Франция). Три недели спустя, 20 февраля 1989 года, 44-летняя Марс скончалась от полученных травм в госпитале Сюрена.